# Beaumont-les-Nonains
Beaumont-les-Nonains és un municipi francès, situat al departament de l'Oise i a la regió dels Alts de França. L'any 2007 tenia 347 habitants.

## Demografia

### Població
El 2007 la població de fet de Beaumont-les-Nonains era de 347 persones. Hi havia 123 famílies de les quals 20 eren unipersonals (8 homes vivint sols i 12 dones vivint soles), 40 parelles sense fills i 63 parelles amb fills.
La població ha evolucionat segons el següent gràfic:
Habitants censats

### Habitatges
El 2007 hi havia 145 habitatges, 122 eren l'habitatge principal de la família, 17 eren segones residències i 6 estaven desocupats. 144 eren cases i 1 era un apartament. Dels 122 habitatges principals, 109 estaven ocupats pels seus propietaris i 13 estaven llogats i ocupats pels llogaters; 15 tenien tres cambres, 32 en tenien quatre i 75 en tenien cinc o més. 105 habitatges disposaven pel capbaix d'una plaça de pàrquing. A 49 habitatges hi havia un automòbil i a 70 n'hi havia dos o més.

### Piràmide de població
La piràmide de població per edats i sexe el 2009 era:
| Homes | Edats   | Dones |
| ----- | ------- | ----- |
| 0     | 95 o +  | 0     |
| 0     | 90 a 94 | 0     |
| 8     | 85 a 89 | 4     |
| 0     | 80 a 84 | 4     |
| 8     | 75 a 79 | 4     |
| 12    | 70 a 74 | 16    |
| 4     | 65 a 69 | 12    |
| 0     | 60 a 64 | 0     |
| 4     | 55 a 59 | 0     |
| 16    | 50 a 54 | 4     |
| 4     | 45 a 49 | 16    |
| 20    | 40 a 44 | 0     |
| 8     | 35 a 39 | 28    |
| 24    | 30 a 34 | 20    |
| 12    | 25 a 29 | 8     |
| 0     | 20 a 24 | 4     |
| 12    | 15 a 19 | 12    |
| 28    | 10 a 14 | 4     |
| 20    | 5 a 9   | 12    |
| 4     | 0 a 4   | 32    |

## Economia
El 2007 la població en edat de treballar era de 244 persones, 181 eren actives i 63 eren inactives. De les 181 persones actives 171 estaven ocupades (96 homes i 75 dones) i 10 estaven aturades (6 homes i 4 dones). De les 63 persones inactives 19 estaven jubilades, 24 estaven estudiant i 20 estaven classificades com a «altres inactius».

### Ingressos
El 2009 a Beaumont-les-Nonains hi havia 122 unitats fiscals que integraven 369 persones, la mediana anual d'ingressos fiscals per persona era de 20.608 €.

### Activitats econòmiques
Dels 11 establiments que hi havia el 2007, 2 eren d'empreses de fabricació de material elèctric, 1 d'una empresa de fabricació d'altres productes industrials, 3 d'empreses de construcció, 1 d'una empresa de comerç i reparació d'automòbils, 1 d'una empresa de transport, 1 d'una empresa financera i 2 d'empreses de serveis.
Dels 3 establiments de servei als particulars que hi havia el 2009, 1 era un paleta, 1 fusteria i 1 lampisteria.
L'any 2000 a Beaumont-les-Nonains hi havia 8 explotacions agrícoles.

## Equipaments sanitaris i escolars
El 2009 hi havia una escola elemental integrada dins d'un grup escolar amb les comunes properes formant una escola dispersa.

## Poblacions més properes
El següent diagrama mostra les poblacions més properes.